# Битва при Микатагахаре
Битва при Микатагахаре (яп. 三方ヶ原の戦い миката-га хара но татакаи) — битва, которая произошла 25 января 1573 года на плато Микатагахара между армиями Токугавы Иэясу и Такэды Сингэна. Победа в ней досталась войскам последнего. Этот бой стал хорошим «уроком» для Токугавы, который потерял больше половины войска и едва вырвался из вражеского окружения.

## Предыстория
В 1570 году в центральной Японии оформились два военно-политических блока. Первый состоял из сил Оды Нобунаги и его союзника Токугавы Иэясу. Этот блок контролировал столицу Киото и ряд провинций к востоку от неё. Второй блок состоял из буддистов монастырей Хонган-дзи и Энряку-дзи, а также самурайских родов Такэда, Асакура и Адзаи. Они находились по соседству с владениями членов первого блока и образовывали так называемую анти-нобунагскую коалицию. Негласным главой этого образования был Асикага Ёсиаки, последний сёгун сёгуната Муромати.
Первое столкновение двух блоков закончилось крупным поражением коалиции — войска Асакуры и Адзаи были разбиты в битве при Анэгаве в августе 1570 года. Это вынудило сёгуна просить срочной помощи у самого могучего члена анти-нобунагивского блока — Такэды Сингэна, главы рода Такэда и правителя провинций Каи, Синано и Суруга (совр. префектуры Яманаси, Нагано и Сидзуока). Для подготовки «похода на столицу» понадобилось два года.
В середине ноября 1572 года Такэда Сингэн отправился с 25 000 войском к Киото. Перед завоеванием столицы он решил уничтожить восточного союзника Оды Нобунаги, Токугаву Иэясу, правителя провинций Микава и Тотоми (совр. префектуры Айти и Сидзуока). Сопротивления наступающей армии практически не было. Местная знать массово переходила на сторону прославленного полководца Сингэна. Поскольку Токугава мог выставить против агрессоров лишь 8000 воинов, он немедленно обратился за военной помощью к Оде. Однако в это время его союзник был сам вовлечён в военные действия против своих противников и смог послать ему лишь 3000 солдат.
За полтора месяца силы Такэды захватили половину вражеских земель — западную часть Тотоми и северную часть Микавы. 22 января 1573 года был взят замок Футамата, что изолировало резиденцию Токугавы Иэясу в крепости Хамамацу. Бездеятельность последнего лишь усиливала предательские настроения среди его вассалов.
24 января 1573 года на военном совете Токугава Иэясу решил дать решающий бой войскам Такэды. Хотя командиры отговаривали его от такого рискованного плана, предлагая бить врага под защитой стен Хамамацу, Токугава отдал приказ воинам готовиться к бою в открытом поле.

## Битва
Утром, 25 января 1573 года, армия Такэды Сингэна выступила из замка Футамата в южном направлении к крепости Хамамацу, резиденции Токугавы. Последний решил, что противник собирается брать её штурмом и вышел на встречу с войском. Однако Такэда прошел мимо крепости, повернув на северно-запад к плато Микатагахара, заманивая за собой Токугаву Иэясу.
Это плато, протяжность которого с севера на юг составляла 15 км, а с запада на восток — 10 км, было покрыто густой травой. Равнинный рельеф и отсутствие леса позволяло эффективно использовать конницу, основную ударную силу Такэды Сингэна. По краям плато были извилистые, кое-где скалистые уступы, что делало невозможным быстрое отступление противника. Дальновидный Такэда преднамеренно избрал это место для финального боя, чтобы одним махом покончить с Токугавой.
Между тем Токугава Иэясу не смог разгадать этого замысла противника. Он решил, что враг собирается пройти плато Микатагахара и двинуться на север. Пользуясь таким шансом, Токугава задумал разбить большую армию противника на узких скалистых дорогах во время её спуска с плато, когда она разрушит свои порядки. Он отдал приказ следовать за силами Такэды и вывел всё своё войско к Микатагахаре.
Лишь когда Токугава поднялся на плато, он осознал, что попал в ловушку. Перед ним стояли ряды вражеской армии, выстроенные формой «рыбья чешуя», готовые в любое время атаковать его порядки. Поскольку быстрое отступление было невозможно из-за особенностей рельефа плато, Токугаве ничего не оставалось, как расставить своё войско в оборонную позицию в форме вывернутого клина — «крыльев журавля».
Невзирая на существенное численное преимущество, Такэда Сингэн не спешил с наступлением. Длительное время противники стояли друг напротив друга. Наконец, в 2 часа после полудня, группа самураев Токугавы не выдержала напряжения и самовольно ринулась в атаку. Увидев это, Иэясу приказал всем имеющимся силам вдогонку штурмовать позиции врага. Такэда Сингэн лишь этого и ожидал. Когда войско противника превратилось в неуправляемую толпу, он приказал своим ударным отрядам контратаковать врага. Воины Токугавы растерялись и начали отступать. В этот момент на них налетела конница Такэды, которая посеяла панику среди отступающих.
За несколько часов ожесточенной схватки Токугава Иэясу остался практически без войска, окружённый из всех сторон вражескими подразделениями. Ему едва удалось вырваться с плато, переодевшись рядовым лучником-всадником. По пути Токугава смог прорваться сквозь враждебный заслон и вернуться к своей крепости Хамамацу. Он преднамеренно оставил её ворота открытыми, чтобы уцелевшие воины его армии могли вернуться как можно быстрее. Между тем Такэда Сингэн прекратил преследование и не решился с наскока взять открытую крепость, подозревая Токугаву в каком-то военном трюке.

## Последствия

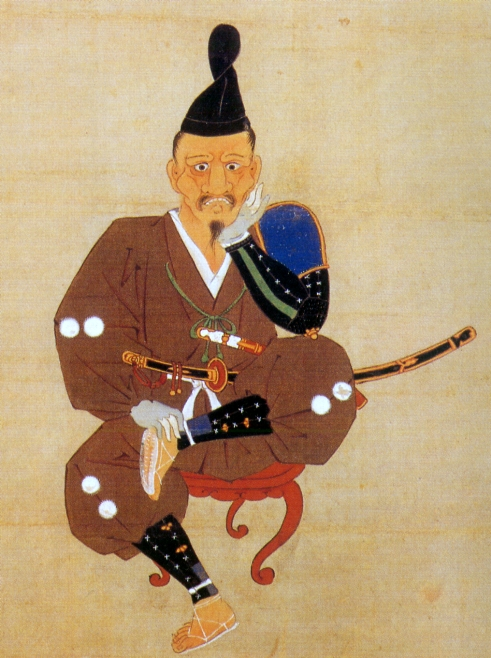
Портрет Токугавы Иэясу после его поражения при Микатагахаре

Битва при Микатагахаре стала последним боем Такэды Сингэна. Через четыре месяца, 13 мая 1573 года он умер от болезни. Поход на столицу отложили, а войска рода Такэда вернулись домой. Хотя битва была выиграна, она не дала желаемых результатов. Анти-нобунагская коалиция распалась, а вместе с ней в 1573 году прекратил существование сёгунат Муромати. Военно-политический блок Оды и Токугавы вышел победителем из войны.
Для Токугавы Иэясу поражение в битве при Микатагахаре была хорошим уроком на будущее. Она развила в нём такие черты характера, как терпеливость и взвешенность. Именно эти два качества помогли Токугаве выиграть немало следующих битв и учредить собственный сёгунат. Невзирая на то, что Такэда Сингэн был его врагом, он чествовал его как своего «военного наставника». Когда Сингэн умер, Иэясу так вспоминал о нём в разговоре со своими вассалами:
Такие выдающиеся полководцы, как Сингэн рождаются редко. Я с детства во многом желал быть похожим на него. Именно Сингэн является для меня учителем войны.
Прекрасно, когда в соседней стране есть сильный враг. Это вынуждает твоё сердце быть осторожным, старательным и взвешенным в каждом шаге. Благодаря этому управление [собственной страной] нормализуется, а правящий дом сплачивается. Когда же по соседству сильного врага нет, никто не будет интересоваться военным делом. И верхи, и низы [собственной страны] будут пренебрегать друг другом. Страх и стыд исчезнет из их сердец и [страна] ослабеет.
Потому нет причин радоваться из смерти такого враждебного полководца как Синген.
В военной и исторической литературе битва при Микатагахаре является примером успешной операции, в которой главную роль сыграл обманный манёвр Такэды.